# Feng Lyudong
Feng Lyudong (en chino: 馮呂棟; 23 de octubre de 1991) es un deportista chino que compite en halterofilia. Ganó una medalla de plata en el Campeonato Mundial de Halterofilia de 2019, en la categoría de 67 kg.

## Palmarés internacional
| Campeonato Mundial | Campeonato Mundial  | Campeonato Mundial | Campeonato Mundial |
| Año                | Lugar               | Medalla            | Categoría          |
| ------------------ | ------------------- | ------------------ | ------------------ |
| 2019               | Pattaya (Tailandia) | Medalla de plata   | 67 kg              |